# Parafreno

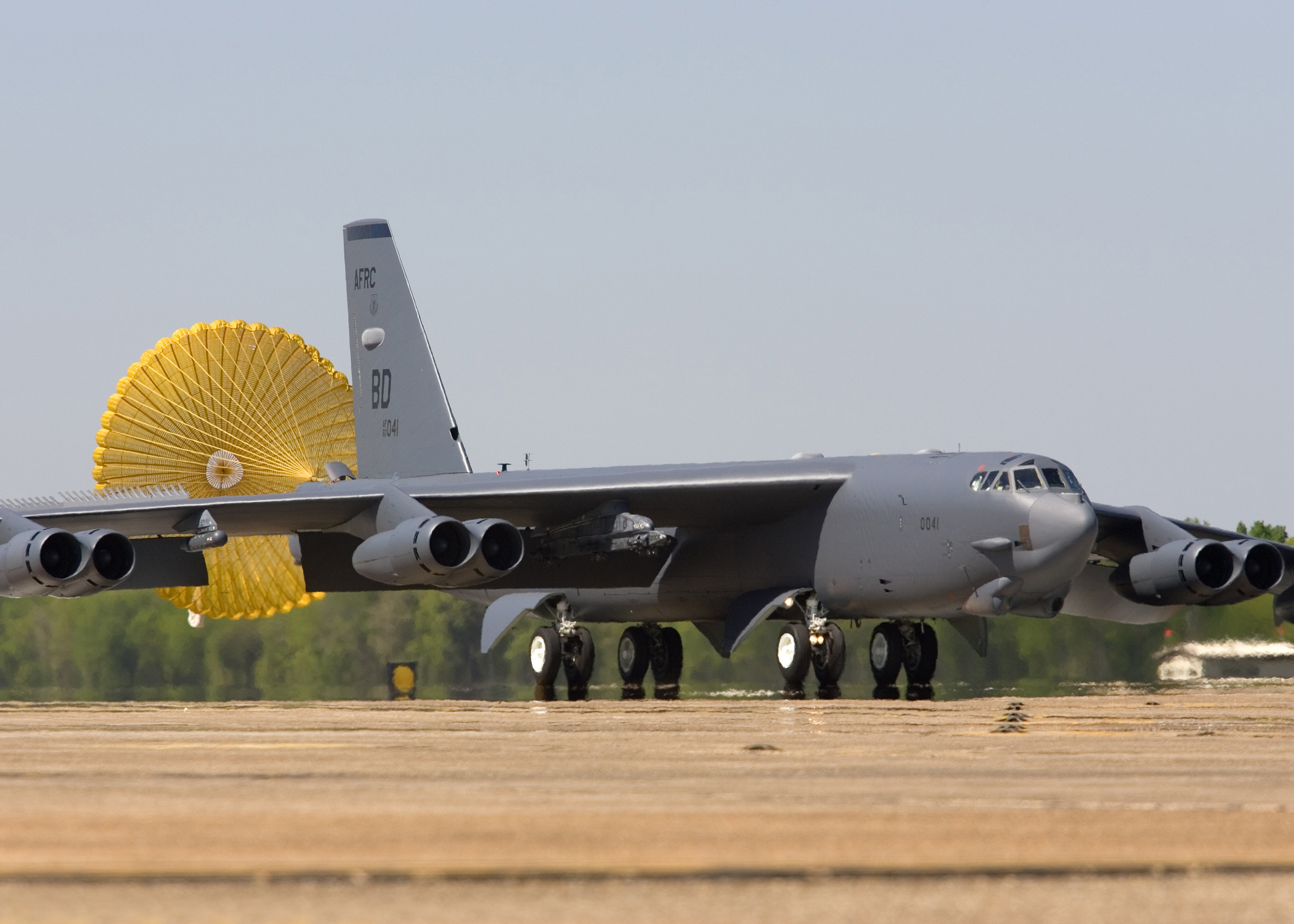
Un B-52H Stratofortress utilizza un parafreno durante l'atterraggio

Il parafreno è un paracadute progettato per essere spiegato dagli oggetti in rapido movimento con lo scopo di funzionare come freno aerodinamico. È anche usato come mezzo per stabilizzare la traiettoria di oggetti in caduta libera, come i veicoli spaziali al rientro nell'atmosfera o le bombe non guidate, come gli ordigni nucleari e i siluri sganciati dai velivoli. Il parafreno fu ideato da Giovanni Agusta, nel 1911, allo scopo di riuscire a frenare la caduta di un aereo, dovuta a improvvisa avaria.

## Impiego aeronautico

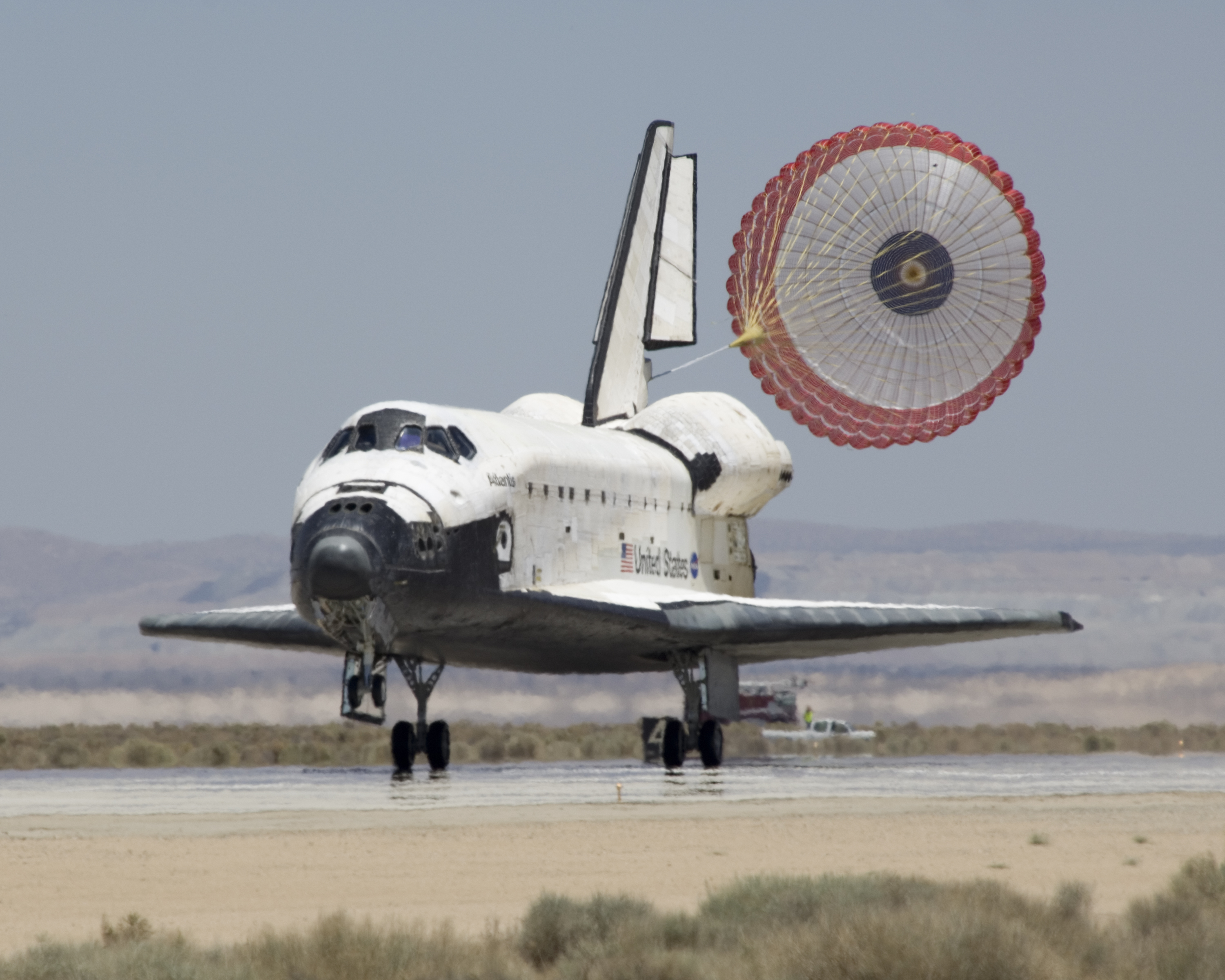
Parafreno utilizzato dallo Space Shuttle durante l'atterraggio

Il parafreno trova impiego in alcuni velivoli con alta velocità di atterraggio, per diminuire il percorso a terra prima dell'arresto completo. Per esempio, nel caso del cacciabombardiere Sukhoi Su-7B, la corsa di atterraggio si riduce da 1200 m a 900 m utilizzando il parafreno, con un risparmio, quindi, di un quarto dello spazio di frenata.
Uno dei primi aerei al mondo ad usare il parafreno fu il Sukhoi K nel 1946.
Un parafreno è più allungato e molto più sottile di un paracadute convenzionale, per questo motivo genera meno resistenza aerodinamica. A causa di ciò non rallenta un velivolo con la stessa efficacia di un paracadute normale, ma per contro può essere impiegato a velocità alle quali i paracadute convenzionali verrebbero divelti.
Un velivolo progettato per l'utilizzo del parafreno, richiede l'installazione del dispositivo ad ogni volo, comportando un aumento di complessità della manutenzione che ne ha sconsigliato l'uso con i velivoli civili. Per questa ragione, questo tipo di ausilio alla frenata viene impiegato solo nei velivoli militari, sperimentali o spaziali.
Tra le rare eccezioni di impiego del parafreno con velivoli civili vi furono il Tupolev Tu-134 e il Tupolev Tu-144, l'aereo di linea supersonico costruito in Unione Sovietica concorrente del Concorde anglo-francese.
Gli aerei di linea e alcuni aerei militari moderni, utilizzano a terra gli inversori di spinta, deflettori che proiettano gli scarichi dei motori in direzione contraria al moto, per ridurre la distanza percorsa durante l'atterraggio.

## Impiego nel paracadutismo
Un parafreno viene progettato con una struttura semplice che consente un dispiegamento facile. Grazie a questo accorgimento, il parafreno si apre con grande affidabilità in condizioni nelle quali un paracadute convenzionale potrebbe impigliarsi e non funzionare appropriatamente. Per questa ragione i paracadute freno vengono a volte utilizzati come paracadute pilota per estrarre i paracadute principali dagli zaini indossati dai paracadutisti.
Nel paracadutismo in tandem, il paracadute freno viene utilizzato nella fase di caduta libera per diminuire la velocità della coppia di paracadutisti, fornendo loro, nel contempo, stabilità. Con un comando supplementare successivo, completa la sua funzione estraendo il paracadute principale.